# João Pina
João Alexandre Ferreira de Pina (Lisboa, 31 de julio de 1981) es un deportista portugués que compitió en judo. Ganó dos medallas de oro en el Campeonato Europeo de Judo, en los años 2010 y 2011.

## Palmarés internacional
| Campeonato Europeo | Campeonato Europeo | Campeonato Europeo | Campeonato Europeo |
| Año                | Lugar              | Medalla            | Categoría          |
| ------------------ | ------------------ | ------------------ | ------------------ |
| 2010               | Viena (Austria)    | Medalla de oro     | –73 kg             |
| 2011               | Estambul (Turquía) | Medalla de oro     | –73 kg             |